# Theater der Liebe
Theater der Liebe (Originaltitel: L’Amour par terre) ist ein Film von Jacques Rivette aus dem Jahr 1984.

## Handlung
Clément Roquemaure ist ein in gewissen Kreisen bekannter Autor von Theaterstücken. Gemeinsam mit dem Faktotum Virgil bewohnt er eine große, weiße Villa, in der auch der Zauberer Paul so gut wie immer präsent ist. Und dort lebte auch eine junge Frau namens Béatrice, aber vor einer Weile ist diese Béatrice ausgezogen oder – wie Virgil betont – verschwunden.
In seiner Villa will Roquemaure vor geladenen Gästen von drei Schauspielern – Emily, Charlotte, Silvano – sein neues Stück aufführen lassen, und er lädt sie ein, bis zur Aufführung ebenfalls im Haus zu wohnen, was die beiden Frauen auch akzeptieren.
Die Rollen in dem Drei-Personen-Stück werden vergeben, und es verbergen sich hinter den Figuren des Theaterstücks Figuren des Films:
Charlotte spielt Barbara (ein Pseudonym für Béatrice),
Emily spielt Pierre (ein Pseudonym für Paul),
Silvano spielt Clovis / Troppmann (Pseudonyme für Roquemaure).
Schon bald ist kaum noch zu unterscheiden: Was ist Theater und was ist „wirkliches“ Leben ?

## Varia

### Die weiße Villa
Clément Roquemaures weiße Villa ist in Wirklichkeit die Villa Gounod und steht in dem westlich von Paris gelegenen Vorort Saint-Cloud. Für die farbenfrohe Gestaltung der Innenräume war der Szenenbildner Roberto Plate verantwortlich. Die Villa Gounod war vor L'Amour par terre auch schon Drehort der Filme Tout feu, tout flamme (Feuer und Flamme) von Jean-Paul Rappeneau und La belle captive von Alain Robbe-Grillet. Sie beherbergt heute das Musée des Avelines.

### „Amor am Boden“
Der französische Filmtitel ist auch der Titel eines Gedichts von Paul Verlaine. Allerdings gibt es zwei wesentliche Unterschiede: Im Gedicht ist es der Nachtwind, im Film ist es die angetrunkene Charlotte, die die Amor-Statue vom Sockel schubst. Im Gedicht ist die Statue aus Marmor, im Film ist sie aus brüchigem Gips. Und Virgil stellt am Ende des Films ein – weiteres ? – Duplikat des Amor auf den Sockel.

### „Die Weissagung“
Wie immer bei den Filmen Rivettes gibt es Bezüge des Drehbuchs zur Literatur. Hier ist es Arthur Schnitzlers Erzählung Die Weissagung, von der sich Rivette hat inspirieren lassen: Eine Figur der Erzählung stirbt „wirklich“, als sie den Tod einer Theaterfigur darstellt. – In L'Amour par terre hatte Emily schon früh im Film das Ende von Roquemaures Theaterstück einmal als Halluzination vor sich gesehen: Der leblos auf dem Boden liegende, am Kopf blutende Pierre (dargestellt von Emily selbst). Allerdings, im Unterschied zu Schnitzlers tragisch endender Erzählung ist Rivettes Film eine Komödie.

### Emily und Charlotte
Emily und Charlotte, das sind natürlich die Vornamen von zwei der Brontë-Schwestern. – Rivettes auf L'Amour par terre folgender Film war Hurlevent, eine Verfilmung von Emily Brontës Roman Wuthering Heights.

## Rezeption
Seine Premiere hatte der Film im Wettbewerb der Internationalen Filmfestspiele von Venedig im September 1984. – Eine Autorin von Le Monde nannte L'Amour par terre den amüsantesten Film des Festivals.
Auch Ulrich Greiner ging in seinem Bericht vom Festival in Venedig für DIE ZEIT kurz auf den Film ein, mit dem er jedoch nicht viel anfangen konnte. Er schrieb: „… [mir war] "L’amour à terre" [sic] von Jacques Rivette zu kompliziert. Zwar spielen die wunderbaren Frauen Jane Birkin und Geraldine Chaplin ein subtiles amouröses Spiel, aber die vielen allzu raffinierten Brechungen, die intellektuelle Geheimnistuerei fand ich anstrengend und unergiebig.“

## DVD
Love on the Ground, Bluebell Films 2008. (Französische Originalfassung mit englischen Untertiteln.)